# بنجامين برنتيس
بنجامين برنتيس (بالإنجليزية: Benjamin Prentiss)‏ هو ضابط ودبلوماسي أمريكي، ولد في 23 نوفمبر 1819 في Belleville, Virginia ‏ في الولايات المتحدة، وتوفي في 8 فبراير 1901 في بيثاني في الولايات المتحدة.